# Frank Sinatra
Francis Albert Sinatra (bolj znan kot Frank Sinatra), ameriški pevec in filmski igralec, * 12. december 1915, Hoboken, New Jersey; † 14. maj 1998, Los Angeles.
Njegovi glasbeni posnetki so izšli na več kot 200 albumih. Njegove najboljše pesmi so bile v slogu svinga in razne balade. V filmih je nastopal od leta 1941, sprva v muzikalih, pozneje pa tudi v dramskih vlogah. Leta 1953 je bil nagrajen z oskarjem za stranskega igralca v filmu Od tod do večnosti. Njegovi drugi pomembnejši filmi so bili: V mesto, Mož z zlato roko, Visoka družba, Nekateri so pritekli, Enajst veteranov, Trije naredniki, Detektiv, Balada o Dingusu Mageeju.